# Jeon In-hwa
Jeon In-hwa (27 de octubre de 1965) es una actriz surcoreana.

## Carrera
Debutó como actriz en 1985 y ganó el Gran Premio (o "Daesang") en los SBS Drama Awards 2001 y Mejor Actriz de televisión de los Baeksang Arts Awards 2002. En los últimos años también ha protagonizado dramas como Again, My Love (2009), Pan, amor y sueños (2010), la Fiesta de los Dioses (2012), y Mi Hija, Geum Sa-wol (2015).
En septiembre del 2020 se unió al elenco principal de la serie Homemade Love Story (también conocida como "Oh! Samkwang Villa") encarnando a Lee Soon-jung.

## Vida personal
Jeon está casada con el actor Yoo Dong-geun. Ellos tienen un hijo y una hija.

## Filmografía

### Series
| Año             | Título                             | Red  |
| --------------- | ---------------------------------- | ---- |
| 1985            | Stars on the Prairie               |      |
| 1986            | 임이여 임일레라                    |      |
| 1987            | 원다풍                             |      |
| 1987            | Eldest Sister-in-law               |      |
| 1987            | 함 사세요                          |      |
| 1988            | 500 Years of Joseon: Queen Inhyeon | MBC  |
| 1989            | Second Republic                    | MBC  |
| 1989            | The Forest Does Not Sleep          |      |
| 1989            | 울밑에 선 봉선화                   |      |
| 1990            | Mother of Mine                     |      |
| 1990            | Years of Ambition                  | KBS2 |
| 1994            | How to Live with a Man             |      |
| 1995            | Until We Meet Again                | SBS  |
| 1995            | Fourth Republic                    | MBC  |
| 1996            | Sibling Relations                  | MBC  |
| 1997            | Because I Really                   | KBS2 |
| 1998            | Married 7 Years                    |      |
| 1998            | Letters Written on a Cloudy Day    |      |
| 2001            | Ladies of the Palace               | SBS  |
| 2007            | The King and I                     | SBS  |
| 2009            | Again, My Love                     | KBS2 |
| 2010            | King of Baking, Kim Takgu          | KBS2 |
| 2012            | Feast of the Gods                  | MBC  |
| 2013            | A Hundred Year Legacy              | MBC  |
| 2014            | Legendary Witches                  | MBC  |
| 2015            | My Daughter, Geum Sa-wol           | MBC  |
| 2020 - presente | Homemade Love Story                | KBS2 |

### Cine
| Año  | Título           | Rol        | Notas |
| ---- | ---------------- | ---------- | ----- |
| 2007 | Aega (Love Song) | short film |       |